# Per Henrik Nilsson
Per Henrik Nilsson, född 5 september 1924 i Gimo, Skäfthammars socken, Uppsala län, död 25 oktober 2004 i Gimo, var en svensk folkskollärare, målare och tecknare.
Han var son till kamreren Erik Nilsson och Gerda Olsson. Nilsson studerade vid Fetcós målarskola i Stockholm 1949-1950 och under årtals av självstudier. Han medverkade ett flertal gånger i Uppsala studentsalonger under 1950-talet och ett par gånger i Nationalmuseums utställning Unga tecknare. Han medverkade som illustratör i tidningarna Ergo och Upsala. Hans konst består av stilleben, porträtt och landskap utförda i olja samt teckningar. Nilsson är representerad vid Uppsala seminarium.